# ダスティン・オーティス
ダスティン・オーティス（Dustin Ortiz、1988年12月25日 - ）は、アメリカ合衆国の男性総合格闘家。テネシー州フランクリン出身。ルーファスポーツ所属。

## 来歴
高校でレスリングで活躍後、建設業で働きながら総合格闘技をはじめた。
2010年2月20日、プロデビュー戦を肩固めで一本勝ち。

### UFC
2013年11月9日、UFC初参戦となったUFC Fight Night: Belfort vs. Hendersonでジョゼ・マリアと対戦し、パウンドでTKO勝ち。
2014年1月15日、UFC Fight Night: Rockhold vs. Philippouでフライ級ランキング4位のジョン・モラガと対戦し、1-2の判定負け。
2014年11月22日、UFC Fight Night: Edgar vs. Swansonでフライ級ランキング2位のジョセフ・ベナビデス と対戦し、判定負け。
2016年1月30日、UFC on FOX 18: Johnson vs. Baderでフライ級ランキング12位のウィルソン・ヘイスと対戦し、判定負け。
2016年9月24日、UFC Fight Night: Cyborg vs. Lansbergでフライ級ランキング3位のジュシー・フォルミーガと対戦し、判定負け。
2016年12月10日、UFC 206でフライ級ランキング7位のザック・マコウスキーと対戦し、2-1の判定勝ち。
2017年4月22日、UFC Fight Night: Swanson vs. Lobovでフライ級ランキング10位のブランドン・モレノと対戦し、リアネイキッドチョークで見込み一本負け。
2017年8月5日、UFC Fight Night: Pettis vs. Morenoでヘクター・サンドバルと対戦し、パンチラッシュでKO勝ち。パフォーマンス・オブ・ザ・ナイトを受賞した。
2018年1月20日、UFC 220でフライ級ランキング11位のアレッシャンドリ・パントージャと対戦し、判定勝ち。
2018年7月28日、UFC on FOX 30でフライ級ランキング12位のマテウス・ニコラウと対戦し、右ハイキックでダウンを奪いパウンドでKO勝ち。
2019年1月19日、UFC Fight Night: Cejudo vs. Dillashawでフライ級ランキング2位のジョセフ・ベナビデスと対戦し、判定負け。

## 戦績
| 総合格闘技 戦績 | 総合格闘技 戦績 | 総合格闘技 戦績 | 総合格闘技 戦績 | 総合格闘技 戦績 | 総合格闘技 戦績 | 総合格闘技 戦績 |
| --------------- | --------------- | --------------- | --------------- | --------------- | --------------- | --------------- |
| 29 試合         | (T)KO           | 一本            | 判定            | その他          | 引き分け        | 無効試合        |
| 20 勝           | 8               | 5               | 7               | 0               | 0               | 0               |
| 9 敗            | 0               | 1               | 8               | 0               | 0               | 0               |

| 勝敗 | 対戦相手                       | 試合結果                            | 大会名                                       | 開催年月日     |
| ○    | ディロン・トルバート           | 1R 3:01 サブミッション              | Valor Underground 2                          | 2021年11月20日 |
| ×    | アリ・バガウティノフ           | 5分3R終了 判定0-3                   | Brave CF 50 【フライ級トーナメント準々決勝】 | 2021年4月1日   |
| ×    | ジョセフ・ベナビデス           | 5分3R終了 判定0-3                   | UFC Fight Night: Cejudo vs. Dillashaw        | 2019年1月19日  |
| ○    | マテウス・ニコラウ             | 1R 3:49 KO（右ハイキック→パウンド） | UFC on FOX 30: Alvarez vs. Poirier 2         | 2018年7月28日  |
| ○    | アレッシャンドリ・パントージャ | 5分3R終了 判定3-0                   | UFC 220: Miocic vs. Ngannou                  | 2018年1月20日  |
| ○    | ヘクター・サンドバル           | 1R 0:15 KO（スタンドパンチ連打）    | UFC Fight Night: Pettis vs. Moreno           | 2017年8月5日   |
| ×    | ブランドン・モレノ             | 2R 2:47 リアネイキドチョーク        | UFC Fight Night: Swanson vs. Lobov           | 2017年4月22日  |
| ○    | ザック・マコウスキー           | 5分3R終了 判定2-1                   | UFC 206: Holloway vs. Pettis                 | 2016年12月10日 |
| ×    | ジュシー・フォルミーガ         | 5分3R終了 判定0-3                   | UFC Fight Night: Cyborg vs. Lansberg         | 2016年9月24日  |
| ×    | ウィルソン・ヘイス             | 5分3R終了 判定0-3                   | UFC on FOX 18: Johnson vs. Bader             | 2016年1月30日  |
| ○    | ウィリー・ゲイツ               | 3R 2:58 TKO（マウントパンチ）       | UFC Fight Night: Teixeira vs. St. Preux      | 2015年8月8日   |
| ×    | ジョセフ・ベナビデス           | 5分3R終了 判定0-3                   | UFC Fight Night: Edgar vs. Swanson           | 2014年11月22日 |
| ○    | ジャスティン・スコギンズ       | 5分3R終了 判定2-1                   | The Ultimate Fighter 19 Finale               | 2014年7月6日   |
| ○    | レイ・ボーグ                   | 5分3R終了 判定2-1                   | UFC on FOX 11: Werdum vs. Browne             | 2014年4月19日  |
| ×    | ジョン・モラガ                 | 5分3R終了 判定1-2                   | UFC Fight Night: Rockhold vs. Philippou      | 2014年1月15日  |
| ○    | ジョゼ・マリア                 | 3R 3:19 TKO（パウンド）             | UFC Fight Night: Belfort vs. Henderson       | 2013年11月9日  |
| ○    | マイク・フレンチ               | 5分3R終了 判定3-0                   | KOTC: Train Wreck                            | 2013年7月27日  |
| ○    | アーロン・イーライ             | 5分3R終了 判定2-1                   | RFA 6: Krause vs. Imada 2                    | 2013年1月18日  |
| ○    | チアゴ・ベイガ                 | 5分3R終了 判定3-0                   | KOTC: Sudden Strike                          | 2012年8月4日   |
| ×    | ジョシュ・ロビンソン           | 5分3R終了 判定1-2                   | NAFC: Colosseum                              | 2012年5月4日   |
| ○    | ジョシュ・レイヴ               | 3R 4:38 TKO（ドクターストップ）     | TPF 11: Redemption                           | 2011年12月2日  |
| ×    | イアン・マッコール             | 5分3R終了 判定0-3                   | TPF 9: The Contenders                        | 2011年5月6日   |
| ○    | マット・ホーミング             | 3R 2:10 TKO（パウンド）             | Strikeforce Challengers 13                   | 2011年1月7日   |
| ○    | コーリー・アレキサンダー       | 3R 4:46 TKO（パウンド）             | GFC: Gameness Fight Championship 8           | 2010年10月9日  |
| ○    | アンドリュー・ヒギンズ         | 2R 3:52 TKO（パウンド）             | GFC: Gameness Fight Series                   | 2010年7月15日  |
| ○    | フォレスト・ビアード           | 1R 1:28 リアネイキドチョーク        | GFC: Gameness Fight Championship 7           | 2010年6月19日  |
| ○    | ルーカス・トーマス             | 1R 1:15()                           | GFC: Gameness Fight Series                   | 2010年5月20日  |
| ○    | ジャスティン・ペニントン       | 1R 4:27 リアネイキドチョーク        | Strikeforce: Nashville                       | 2010年4月17日  |
| ○    | ルーカス・トーマス             | 1R 1:00 肩固め                      | GFC: Gameness Fighting Championship 6        | 2010年2月20日  |

## 表彰
- ブラジリアン柔術 茶帯
- UFC パフォーマンス・オブ・ザ・ナイト（1回）